# Chambon, Charente-Maritime

Chambon este o comună în departamentul Charente-Maritime, Franța. În 1 ianuarie 2022 avea o populație de 985 de locuitori.